# Javier Ontiveros
Javier Ontiveros Parra (Marbella, Málaga, 9 de septiembre de 1997) es un futbolista español. Juega de centrocampista y su equipo es el Cádiz C. F. de la Segunda División de España.

## Trayectoria
Nacido en Marbella, se formó como futbolista en las categorías inferiores del Vázquez Cultural, para, en 2010, ascender progresivamente de los juveniles del Atlético Malagueño al Málaga C. F., consiguiendo debutar en Primera División con el primer equipo el 21 de noviembre de 2015 frente al R. C. D. Espanyol.
El 26 de noviembre de 2016 logró su primer gol en la Primera División española, en un encuentro que daría la victoria al Málaga C. F. frente al Deportivo de la Coruña, en el minuto 92 de partido que a la prostre sería la victoria por cuatro goles a tres. También consiguió anotar esa misma campaña el primer gol contra el Celta de Vigo en una victoria del Málaga C. F. por tres goles a cero.
En el segundo tramo de la temporada 2017-18 fue cedido al Real Valladolid C. F., con el que logró el ascenso a Primera División.
En la temporada 2019-20 fue vendido por el Málaga C. F. al Villarreal C. F. Tras una campaña con el conjunto groguet, en septiembre de 2020 fue prestado a la S. D. Huesca. En agosto de 2021 volvió a salir cedido, siendo el C. A. Osasuna su destino.
El 29 de enero de 2022, tras haberse cancelado su cesión en Osasuna, fue traspasado al Club de Fútbol Fuenlabrada para volver a estar a las órdenes de Sergio Pellicer, quien ya fue su entrenador en Málaga. El acuerdo incluía una opción de recompra por el cuadro castellonense.
En verano de 2022 se marchó al Villarreal C. F. "B" de la Segunda División, donde jugó dos temporadas.
Tras el final de su contrato con el filial groguet, quedó libre. Más tarde, el 19 de junio de 2024, firmó por el Cádiz C. F. de la Segunda División.

## Selección nacional
Ha sido internacional sub-17 y sub-19 con la selección nacional de España.

## Estadísticas
Actualizado al último partido disputado el 9 de mayo de 2025.
| Club                                | Div.          | Temporada     | Liga  | Liga  | Copas nacionales | Copas nacionales | Copas internacionales | Copas internacionales | Total | Total |
| Club                                | Div.          | Temporada     | Part. | Goles | Part.            | Goles            | Part.                 | Goles                 | Part. | Goles |
| ----------------------------------- | ------------- | ------------- | ----- | ----- | ---------------- | ---------------- | --------------------- | --------------------- | ----- | ----- |
| Atlético Malagueño · España         | 3.ª           | 2015-16       | 30    | 11    | —                | —                | —                     | —                     | 30    | 11    |
| Atlético Malagueño · España         | 3.ª           | 2016-17       | 16    | 7     | —                | —                | —                     | —                     | 16    | 7     |
| Atlético Malagueño · España         | Total club    | Total club    | 46    | 18    | 0                | 0                | 0                     | 0                     | 46    | 18    |
| Málaga C. F. · España               | 1.ª           | 2015-16       | 4     | 0     | 2                | 0                | —                     | —                     | 6     | 0     |
| Málaga C. F. · España               | 1.ª           | 2016-17       | 18    | 2     | 2                | 0                | —                     | —                     | 20    | 2     |
| Málaga C. F. · España               | 1.ª           | 2017-18       | 12    | 0     | 2                | 0                | —                     | —                     | 14    | 0     |
| Real Valladolid C. F. · España      | 2.ª           | 2017-18       | 17    | 0     | —                | —                | —                     | —                     | 17    | 0     |
| Real Valladolid C. F. · España      | Total club    | Total club    | 17    | 0     | 0                | 0                | 0                     | 0                     | 17    | 0     |
| Málaga C. F. · España               | 2.ª           | 2018-19       | 33    | 5     | 1                | 0                | —                     | —                     | 34    | 5     |
| Málaga C. F. · España               | Total club    | Total club    | 67    | 7     | 7                | 0                | 0                     | 0                     | 74    | 7     |
| Villarreal C. F. · España           | 1.ª           | 2019-20       | 30    | 2     | 5                | 1                | —                     | —                     | 35    | 3     |
| Villarreal C. F. · España           | Total club    | Total club    | 30    | 2     | 5                | 1                | 0                     | 0                     | 35    | 3     |
| S. D. Huesca · España               | 1.ª           | 2020-21       | 20    | 2     | 1                | 0                | —                     | —                     | 21    | 2     |
| S. D. Huesca · España               | Total club    | Total club    | 20    | 2     | 1                | 0                | 0                     | 0                     | 21    | 2     |
| C. A. Osasuna · España              | 1.ª           | 2021-22       | 3     | 0     | 2                | 1                | —                     | —                     | 5     | 1     |
| C. A. Osasuna · España              | Total club    | Total club    | 3     | 0     | 2                | 1                | 0                     | 0                     | 5     | 1     |
| C. F. Fuenlabrada · España          | 2.ª           | 2021-22       | 16    | 1     | —                | —                | —                     | —                     | 16    | 1     |
| C. F. Fuenlabrada · España          | Total club    | Total club    | 16    | 1     | 0                | 0                | 0                     | 0                     | 16    | 1     |
| Villarreal C. F. "B" · España       | 2.ª           | 2022-23       | 25    | 3     | —                | —                | —                     | —                     | 25    | 3     |
| Villarreal C. F. "B" · España       | 2.ª           | 2023-24       | 38    | 9     | —                | —                | —                     | —                     | 38    | 9     |
| Villarreal C. F. "B" · España       | Total club    | Total club    | 63    | 12    | 0                | 0                | 0                     | 0                     | 63    | 12    |
| Cádiz C. F. · España                | 2.ª           | 2024-25       | 35    | 10    | 2                | 1                | —                     | —                     | 37    | 11    |
| Cádiz C. F. · España                | Total club    | Total club    | 35    | 10    | 2                | 1                | 0                     | 0                     | 37    | 11    |
| Total carrera                       | Total carrera | Total carrera | 297   | 52    | 17               | 3                | 0                     | 0                     | 314   | 55    |
| 1. Fuentes: BDFutbol - LaPreferente |               |               |       |       |                  |                  |                       |                       |       |       |